# أداكلي
أداكلي هي بلدة وقضاء في محافظة بينغول بمنطقة شرق الأناضول، تركيا.